# Haut-Badakhchan
Pour les articles homonymes, voir Badakhchan.

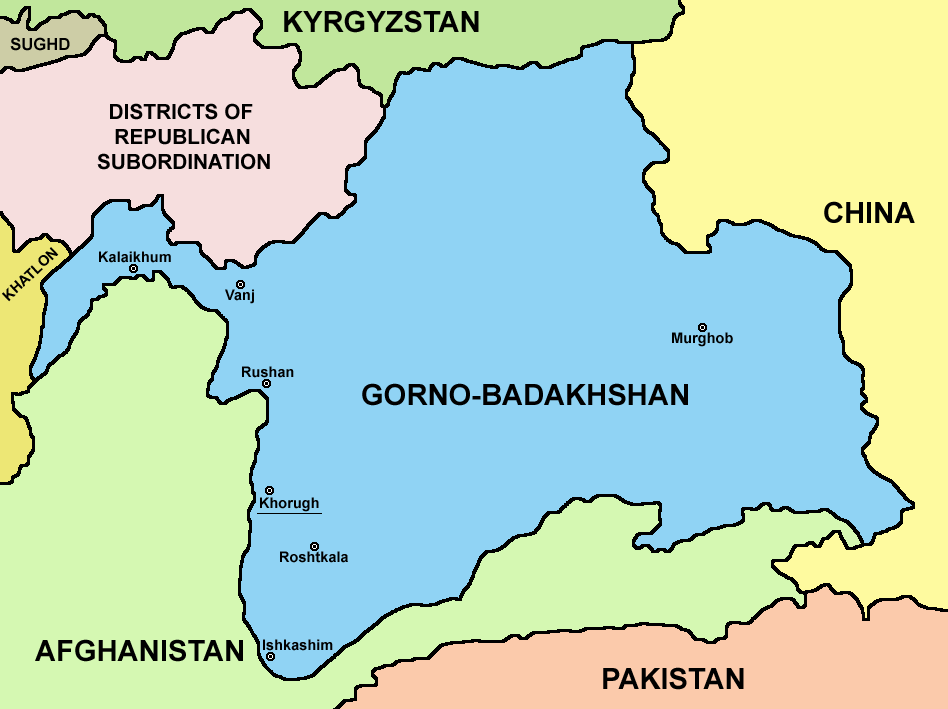
Carte de la province autonome du Haut-Badakhchan, avant 2011 et la cession de 1000 km² à la Chine.

La province autonome du Haut-Badakhchan (parfois écrit Gorno-Badakhshan, du russe : Горно-Бадахшан qui signifie « Badakhchan montagneux » ; sigle : GBAO ; en tadjik : Вилояти Мухтори Кӯҳистони Бадахшон, Viloyati Mukhtori Kūhistoni Badakhshon ou ولایت مختار کوهستان بدخشان) est une province autonome montagneuse du Tadjikistan. Elle couvre environ 40 % du territoire du pays, mais n'en représente que 3 % de la population. La population pamirie  est concentrée dans les vallées du Pyandj et de ses affluents.  
Sa capitale est Khorog, ville d'environ 20 000 habitants située au confluent du Gunt et du Piandj, près de la frontière afghane.  La deuxième ville Murgab, située à 3 600 m d'altitude sur les hauts plateaux, ne compte que 4 000 habitants, majoritairement kirghizes.

## Histoire
Durant la période soviétique, la province existait sous le nom d'oblast autonome du Haut-Badakhchan (en russe : Горно-Бадахшанская автономная область). Cette appellation est à l'origine de l'abréviation GBAO.

## Culture
Les langues officielles du Haut-Badakhchan sont le tadjik et le russe. La religion dominante est l'ismaélisme.

## Géographie
Les plus hautes montagnes du Pamir, et trois des cinq sommets de plus de 7 000 mètres de l'ancienne URSS sont localisés dans la province, avec le Pic de l'indépendance (ancien Pic Lénine, 7 134 m, à la frontière avec le Kirghizistan), le Pic Ismail Samani (ancien Pic du Communisme), plus haut sommet du pays et de l'ex-URSS avec 7 495 m, et le Pic Korjenevskoï (7 105 m).

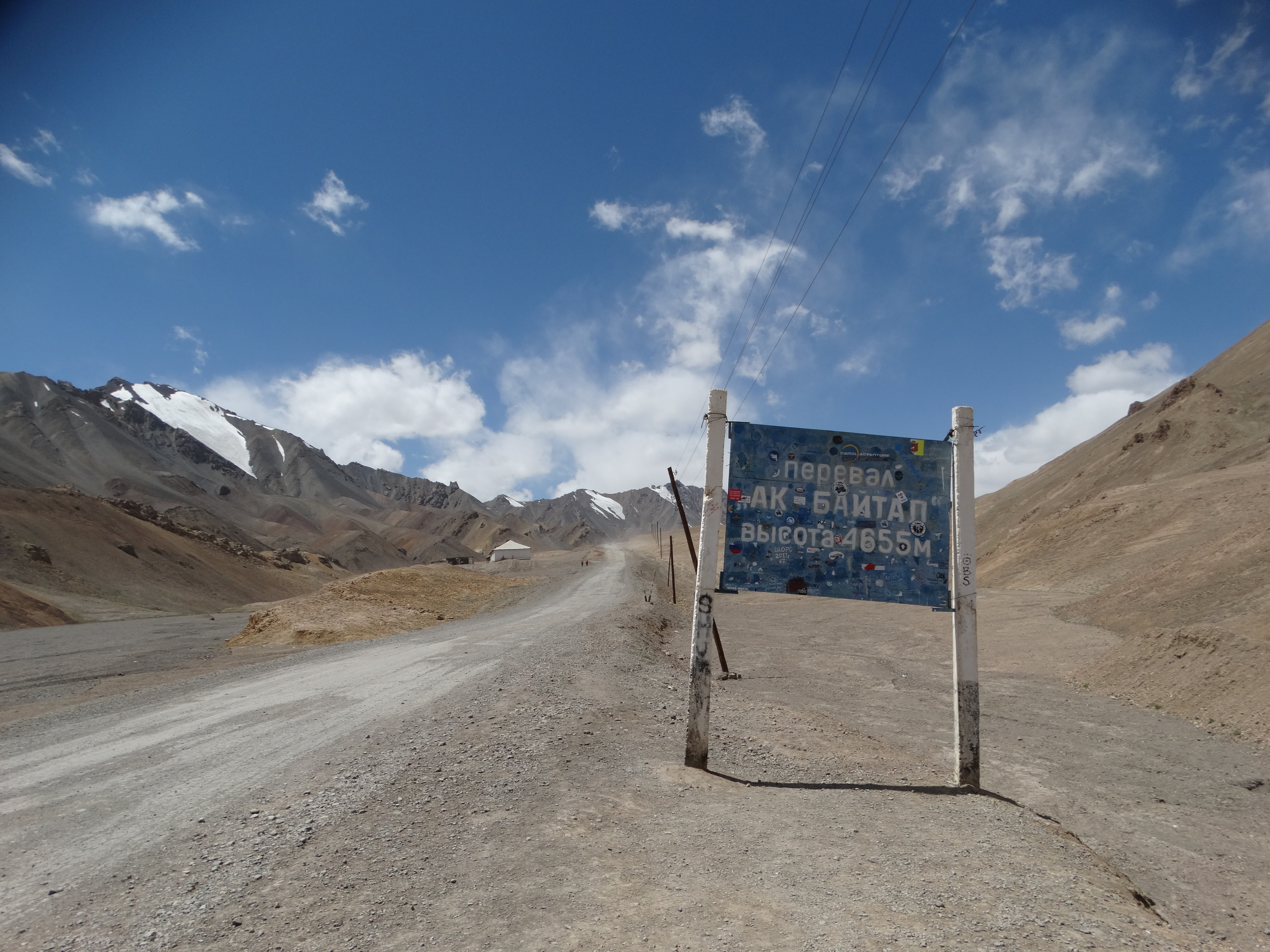
Le col Akbaital (4 655 m) sur la Pamir Highway.
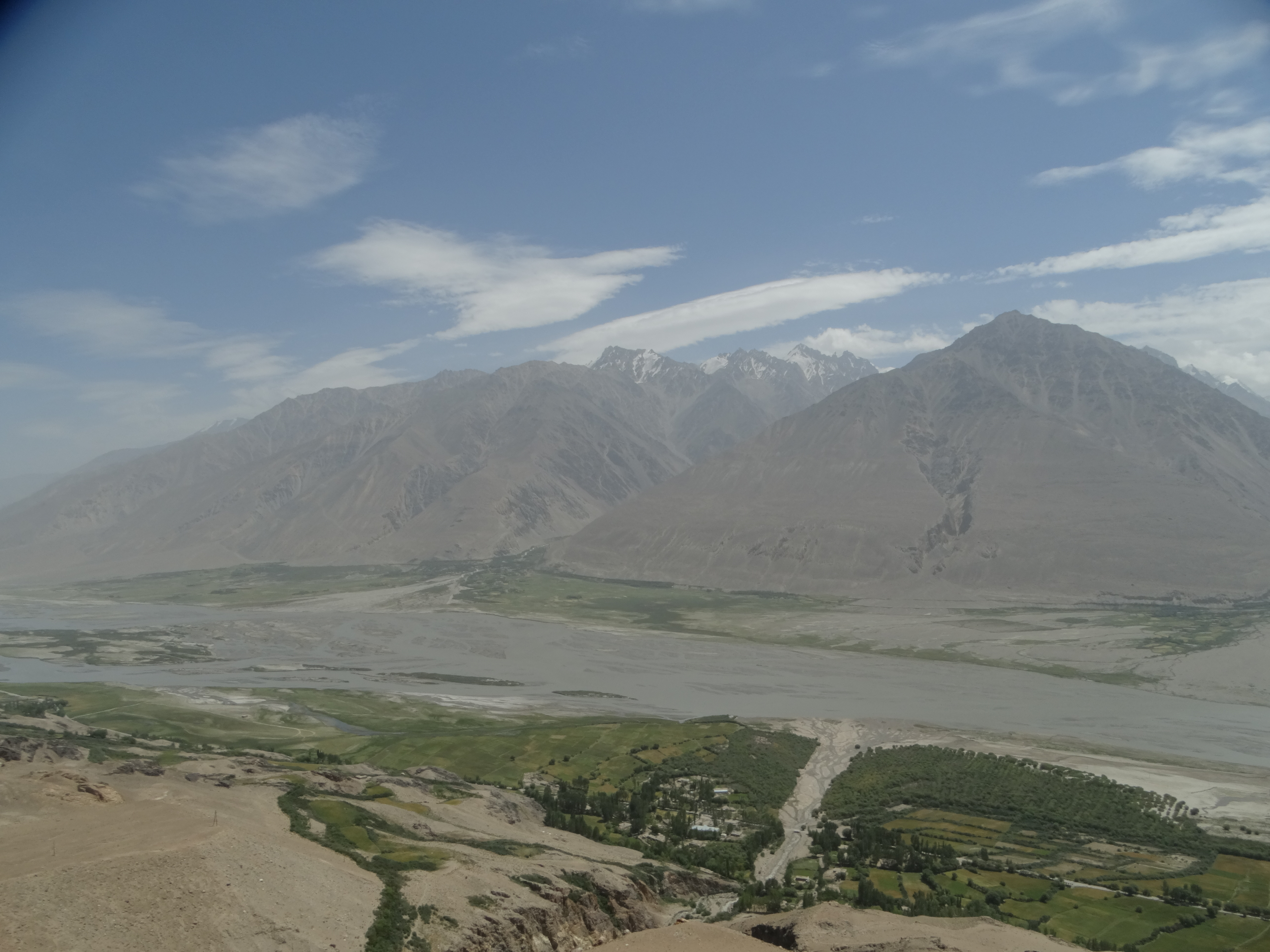
Vallée du Piandj le long de la Pamir Highway, peu après Vrang (en), en regardant vers la rive afghane.
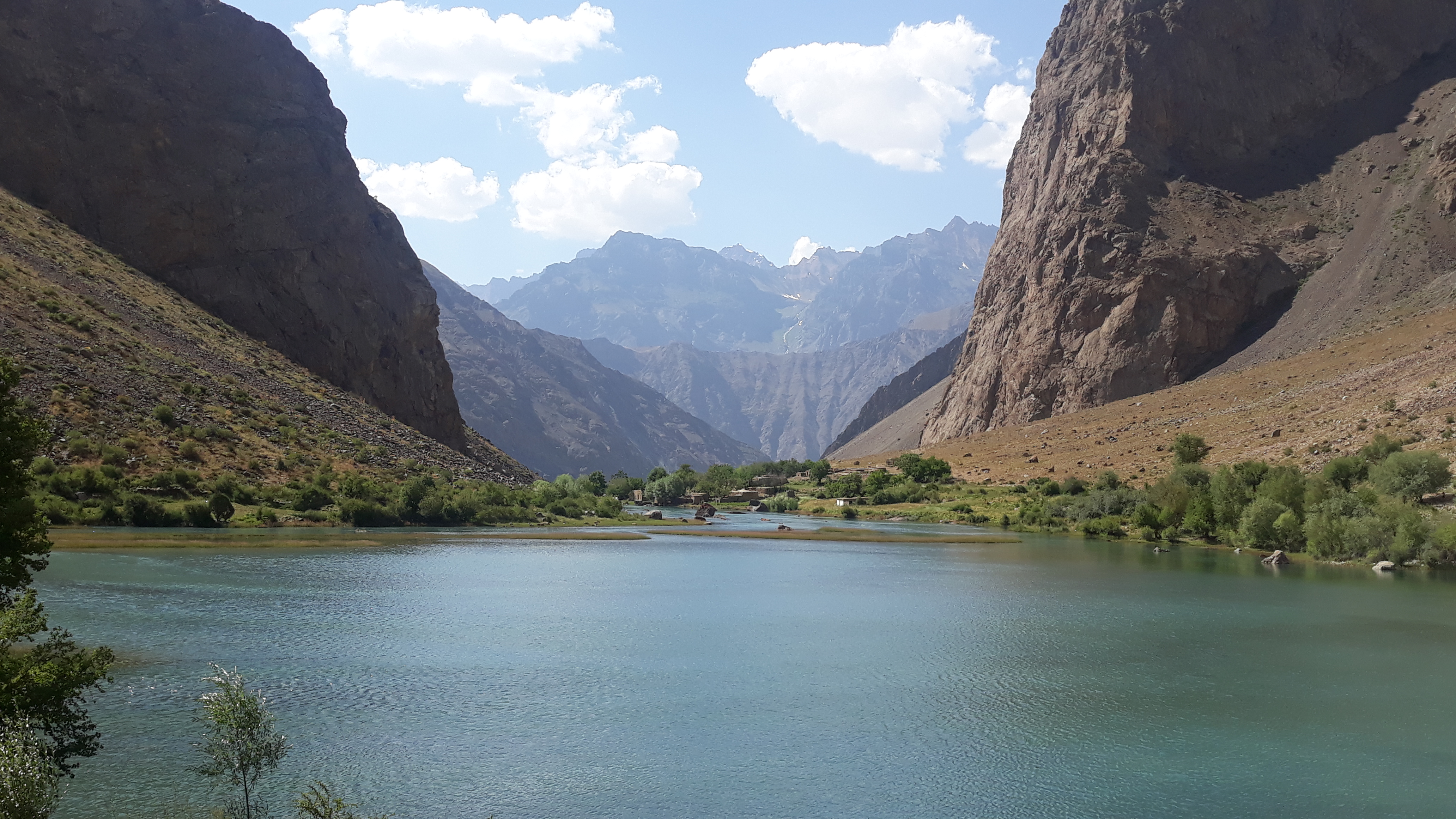
Lac dans la vallée reculée de Jizev.
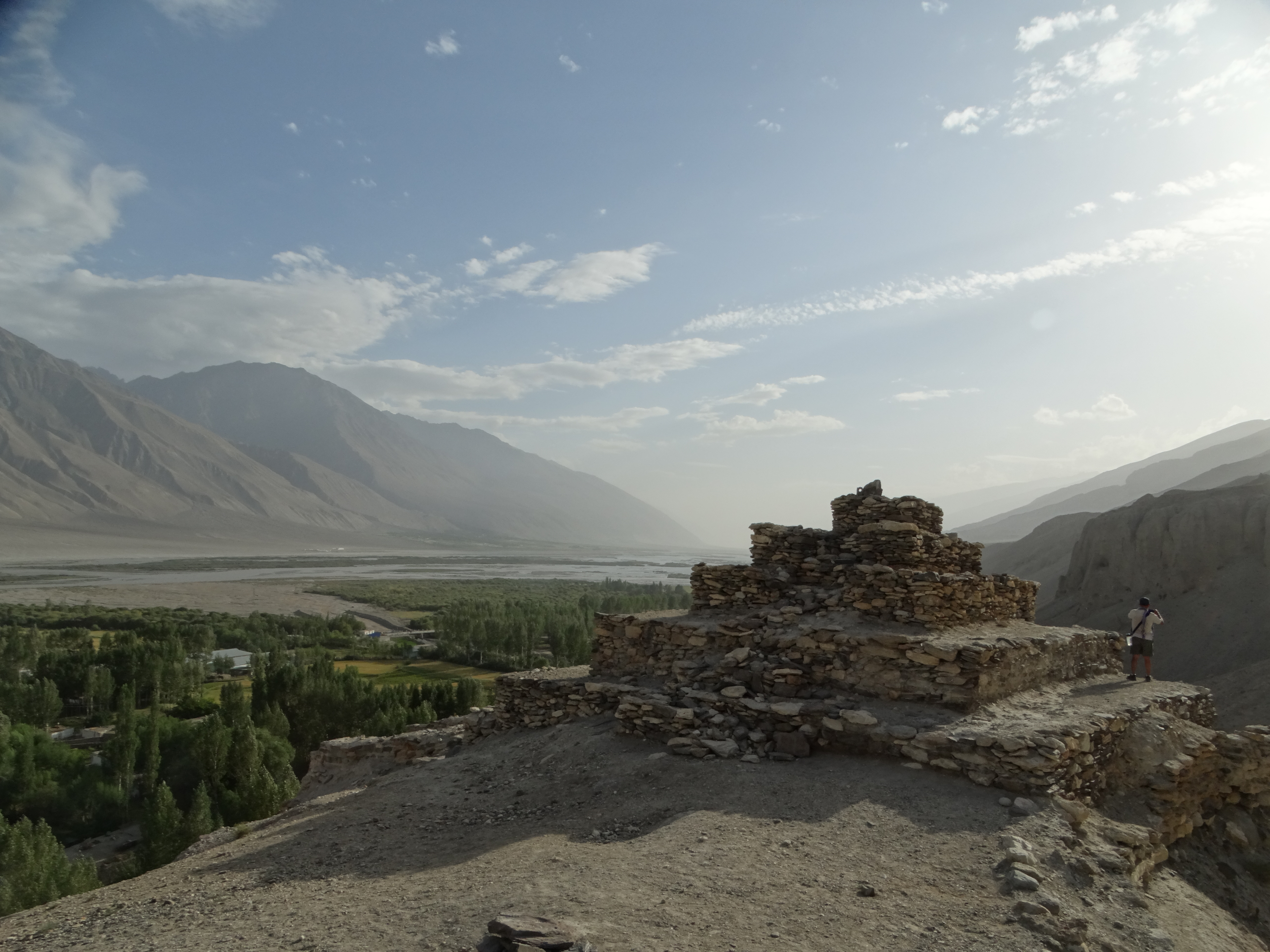
Les ruines d'un stupa près de Vrang (en), dans la vallée du Piandj.
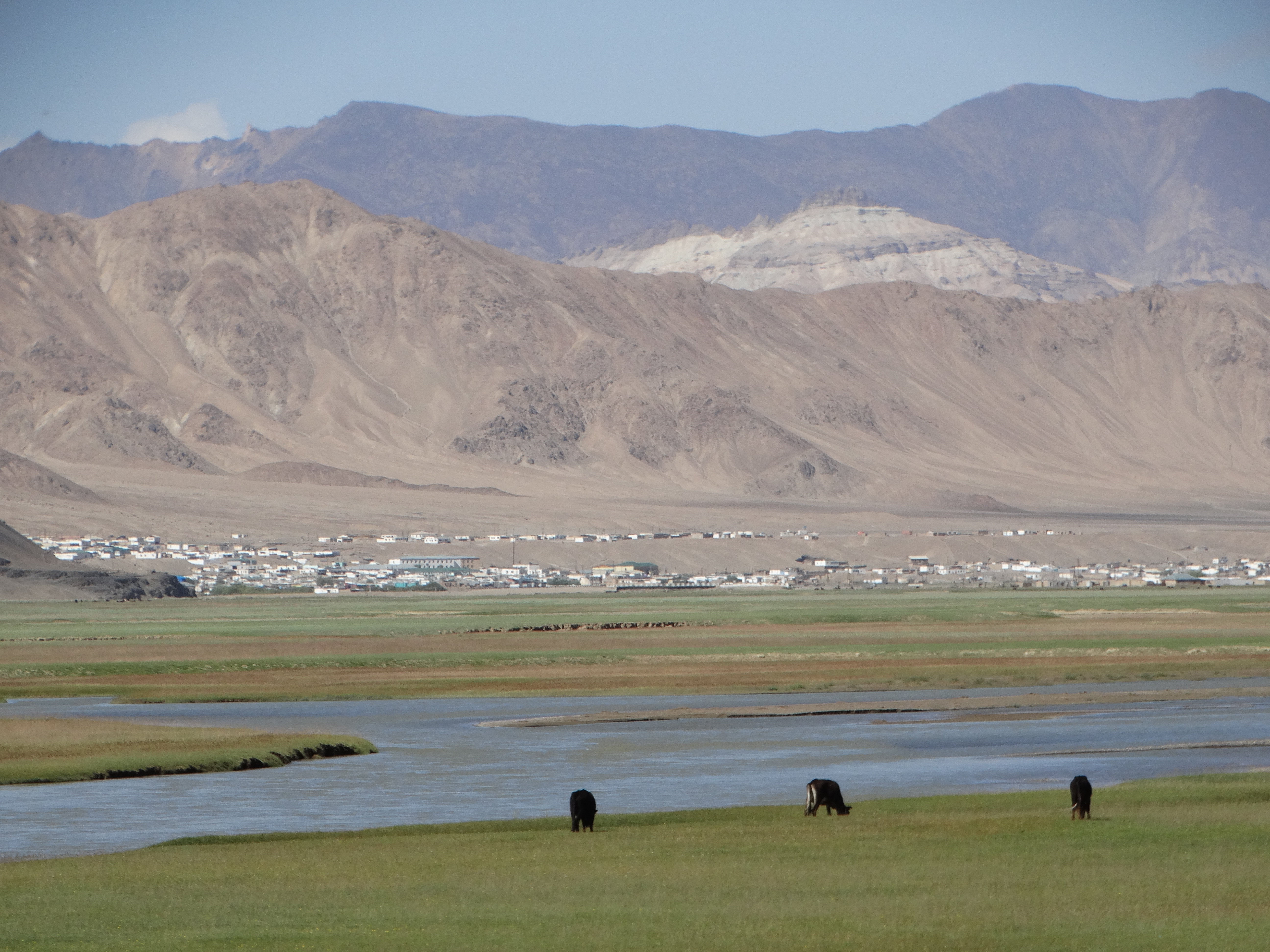
Aperçu de Murghab.
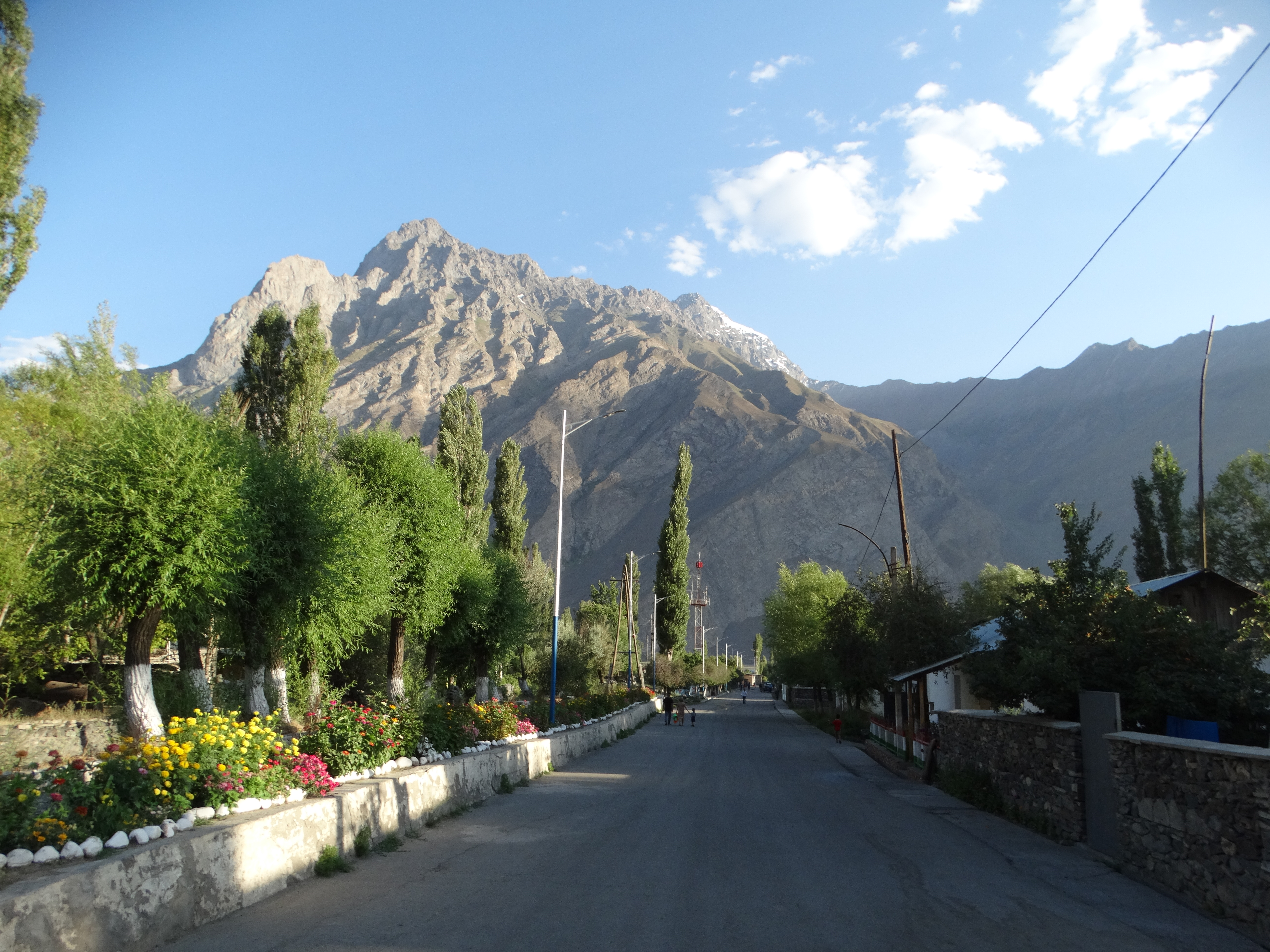
Aperçu de la rive afghane depuis une rue de Rushan.

Le Haut-Badakhchan est voisin de la province de Khatlon et de la Région de subordination républicaine à l’ouest, de l’Afghanistan au sud, de la Chine à l’est et du Kirghizistan au nord.

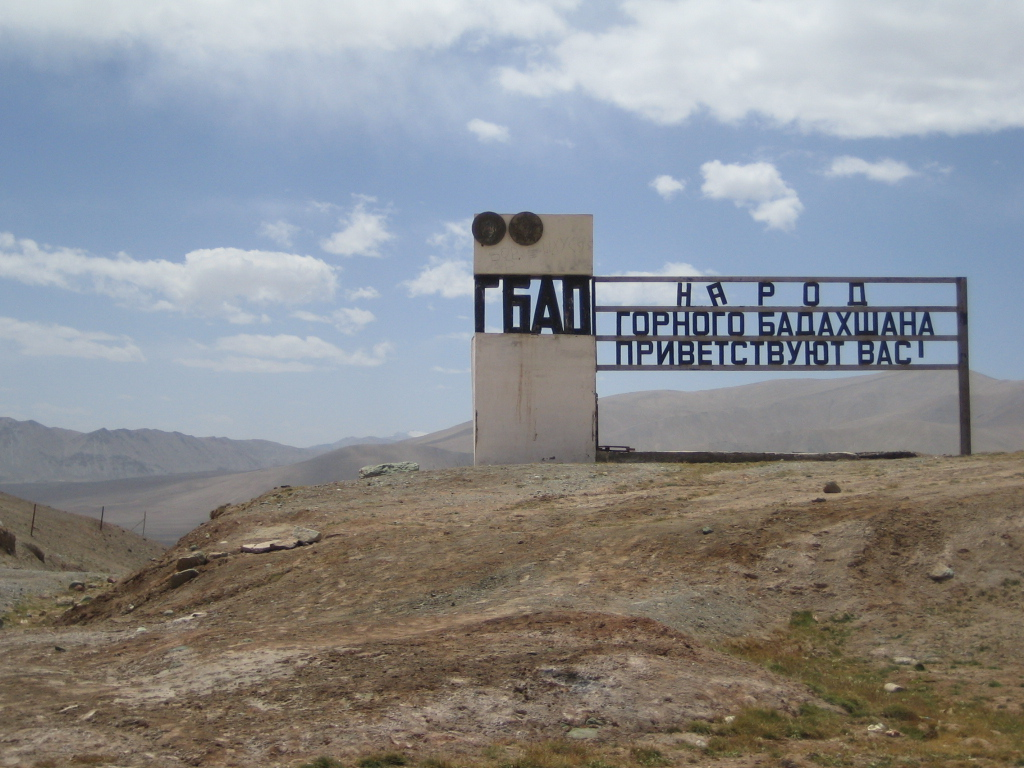
Monument au col Kyzylart, à la frontière avec le Kirghizistan. L'inscription en russe dit : « les habitants du Haut-Badakhchan vous accueillent ».

## Districts
La province est divisée en sept districts :
- district de Vanch (en),
- district de Darvoz (en),
- district d'Ishkoshim (en),
- district de Murghob (en),
- district de Roshtqal'a (en),
- district de Rushon (en),
- district de Shughnon (en).